# Компьютерные науки в спорте
Компьютерные науки в спорте или спортивная информатика — научная дисциплина, представляющая собой систему знаний о сборе, обработке, преобразовании, хранении, передаче, представлении, визуализации, анализе и интерпретации информации в спорте

## Историческая справка
Компьютеры в спорте впервые начали использовать в 1960-х годах, когда главной целью было накопление спортивной информации. В 1970-х годах была официально учреждена и первая организация в этой области под названием IASI (Международная ассоциация спортивной информации). Начался период стандартизации и рационализации спортивных данных.
Основываясь на прогрессе математики и информатики, а также росте вычислительных возможностей компьютеров в 1970-х эта область начала быстро прогрессировать и родился термин «компьютерные науки в спорте» или «спортивная информатика».
На ранних этапах развития этой новой области важную роль играла биомеханика спорта. Затем ученые начали анализировать спортивные игры, собирая, анализируя и интерпретируя данные, снимаемые с видеокамер. Позже в эту область были интегрированы современные концепции и парадигмы прикладной математики и информатики Термин «компьютерные науки в спорте» был добавлен в энциклопедию спортивной науки в 2004 году.

## Направления исследований
Компьютерные науки в спорте — междисциплинарная область, включающая в себя следующие направления математики и информатики:
- Сбор данных
- Базы данных и экспертные системы
- Математическое и имитационное моделирование
- Виртуальная реальность и дополненная реальность
- Машинное обучение
- Анализ данных
- Data Mining
- Визуализация данных
- Теория управления
- Теория принятия решений
- Повсеместные вычисления
- Мультимедиа и Интернет

и направления наук о спорте:
- Теория спортивной тренировки
- Биомеханика спорта
- Спортивная физиология
- Спортивная психология
- Спортивная медицина

## Сообщества
В настоящее время проводятся исследования в этой области по всему миру. С 1990-х годов было создано несколько сообществ, занимающихся вопросами организации коммуникаций в сфере спортивной информатики в форме исследовательских групп, общественных организаций и ассоциаций. Эти сообщества регулярно организуют разнообразные мероприятия — семинары, конференции, конгрессы с целью распространения научных знаний, а также обмена опытом и информацией по разнообразным темам, касающимся спортивной информатики.

### Вехи развития
В Австралии и Новой Зеландии ученые создали группу MathSport ANZIAM (Австралийская и Новозеландская общество промышленной и прикладной математики в области спорта), которая с 1992 года организует встречи раз в два года. Основными направлениями исследований являются математические модели и компьютерные приложения в спорте, а также методы тренировки и обучения на основе информатики.
Европейское сообщество ученых сыграло значительную роль в появлении и развитии этой науки. Первые семинары по спортивной информатике были организованы в Германии в конце 1980-х годов. В 1997 году в Кёльне состоялась первая международная встреча по компьютерных наукам в спорте. Основная цель заключалась в активизации исследовательской работы в этой области.
С тех пор такие международные симпозиумы проходят каждые два года по всему миру. Первые конференции имели огромный успех. В 2003 году было принято решение о создании организации. Во время 4-го международного симпозиума в Барселоне была создана Международная ассоциация компьютерных наук в спорте (IACSS). Профессор Юрген Перл был выбран в качестве первого президента международной ассоциации. Несколькими годами ранее был выпущен первый международный электронный журнал по этому направлению — Международный журнал по компьютерным наукам в спорте. В 2007 году время симпозиума в Калгари президентом ассоциации был избран профессор Арнольд Бака. Следующие симпозиумы по компьютерным наукам в спорте прошли в Стамбуле (Турция) в 2013 году и в Лафборо (Великобритания) в 2015 году. В 2017 году в Констанце (Германия) состоялся 11-й Симпозиум по комьпьютерным наукам в спорте. На конференции в Стамбуле был избран президентом профессор Мартин Леймс. Он был переизбран в 2015 и 2017 годах. В 2017 году была создана Российская ассоциация компьютерных наук в спорте, которая вступила в международную ассоциацию в 2018 году.
Очередной 12-й Международный симпозиум по компьютерным наукам в спорте состоялся с 8 по 10 июля 2019 года в России в (Москве) в Институте вычислительной математики им. Г. И. Марчука РАН и 10 июля в ГКУ «ЦСТиСК» Москомспорта. Сайт симпозиума: https://iacss2019.ru/. В симпозиуме приняли участие 118 человек (81 докладчиков и 37 слушателей), из них 66 российских и 52 зарубежных из 16 стран (Австралия, Австрия, Бельгия, Бразилия, Канада, Китай, Франция, Германия, Индия, Саудовская Аравия, Сингапур, Швейцария, Турция, Великобритания). Было принято более 115 докладов, в рамках конференции состоялось 6 приглашённых пленарных лекций, 69 устных докладов и 30 постерных. По материалам конференции Программным комитетом отобраны статьи и издательством Springer Nature Switzerland AG выпущена научная монография, содержащая 24 статьи, 206 страниц (59 % доля принятых к публикации статей) и сборник тезисов конференции.

### Национальные ассоциации
В настоящее время по компьютерным наукам в спорте ведут активную деятельность следующие национальные ассоциации, объединённые под «зонтиком» Международной ассоциации компьютерных наук в спорте:
- Австрийская ассоциация компьютерных наук в спорте — http://www.sportinformatik.at
- Британская ассоциация компьютерных наук в спорте и физических упражнений — http://www.bacsse.org/
- Китайская ассоциация компьютерных наук в спорте
- Хорватская ассоциация компьютерных наук в спорте
- Секция компьютерных наук в спорте в германской ассоциации спортивной науки — http://www.dvs-sportinformatik.de
- Швейцарская ассоциация компьютерных наук в спорте — http://sacss.org
- Индийская федерация компьютерных наук в спорте — http://www.ifcss.in
- Португальская ассоциация компьютерных наук в спорте
- Турецкая ассоциация компьютерных наук в спорте
- Российская ассоциация компьютерных наук в спорте — https://www.racss.ru/

## Развитие спортивной информатики в России
Применение математических методов и ЭВМ для различных задач спорта началось ещё в СССР. Первая конференция по кибернетике в спорте состоялась 1-2 ноября 1965 года в ГЦОЛИФК и называлась «Кибернетика и спорт», в ней приняло участие около 700 специалистов, было подано около 120 докладов, 67 из них были озвучены на конференции.
Для интенсификации развития спортивной информатики в России в 2017 году было создано сообщество, первая в России общественная организация по спортивной науке — Ассоциация компьютерных наук в спорте, объединившая ученых, в том числе математиков, физиологов, психологов, биомехаников, IT-специалистов, тренеров и спортивных врачей. На данный момент в Ассоциации состоят 118 человек, среди них 1 академик, 3 члена-корреспондента РАН, 33 доктора наук, 36 кандидатов наук, 5 заслуженных тренеров России, 2 заслуженных врача и 1 заслуженный деятель науки и техники РФ.
Начиная с 2017 года ежегодно в Москве проводится научно-практическая конференция «День спортивной информатики». Конференция приурочена к празднику — Дню информатики в России, который отмечается 4 декабря. 3-я конференция проходила 3 декабря 2019 года в ГКУ «ЦСТиСК» Москомспорта и 4 декабря 2019 года в ФНЦ ВНИИФК. После конференции был выпущен сборник статей конференции. В 2020 году 4-я Всероссийская конференция «День спортивной информатики» пройдет в период со 2 по 5 декабря в ГКУ «ЦСТиСК» Москомспорта. Сайт конференции: https://www.racss2020.ru/

## Дополнительные источники
- Dabnichki P. & Baca, A. (2008). Computers in Sport, WIT Press. ISBN 978-1-84564-064-4
- Baca, A. (2015). Computer Science in Sport — Research and practice, Routledge. ISBN 978-1-315-88178-2
- Proceedings of the 12th International Symposium on Computer Science in Sport (IACSS 2019) ‒ Cham: Springer International Publishing, 2020.
- 12th International Symposium on Computer Science in Sport (IACSS 2019). Book of Abstracts.